# After Worlds Collide
After Worlds Collide (1934) a fost o continuare a romanului științifico-fantastic din 1933, When Worlds Collide, ambele romane au fost scrise de Philip Gordon Wylie și Edwin Balmer. After Worlds Collide a apărut pentru prima oară într-o serie de șase părți (noiembrie 1933-aprilie 1934) în revista Blue Book. After Worlds Collide prezintă povestea supraviețuitorilor de pe Bronson Beta după distrugerea Pământului.

## Film neprodus
La mijlocul anilor 1950, George Pal a cochetat cu ideea de a produce o continuare a filmului său Când lumile se ciocnesc, care ar fi fost probabil bazat pe acest roman. Cu toate acestea, eșecul de box office al filmului Conquest of Space a dăunat carierei sale din următorii zece ani și a distrus orice șansă de a produce acest film.